# Ortega (Rebsorte)

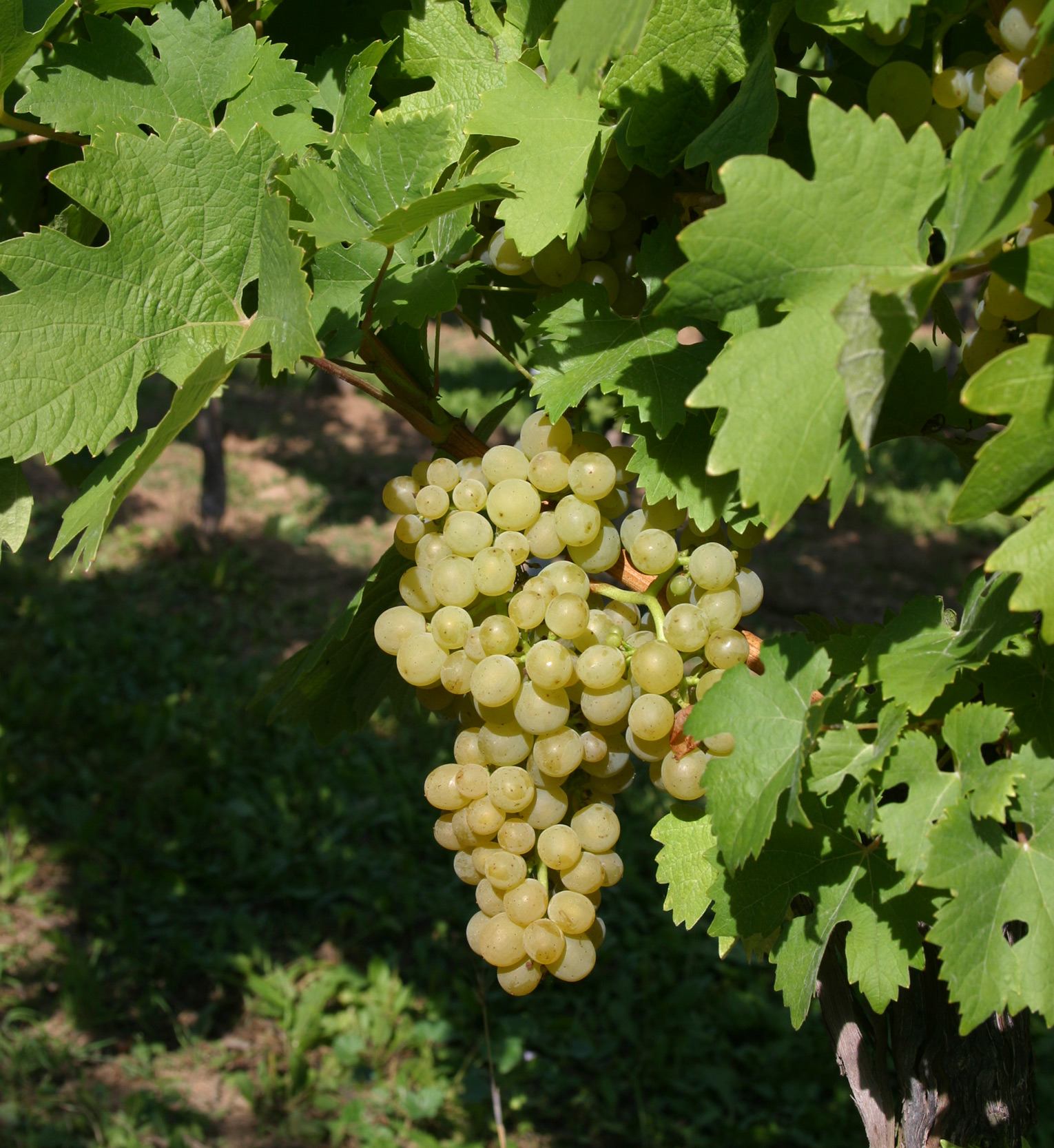
Blätter und Trauben der weißen Rebsorte Ortega

Die Weißweinsorte Ortega wurde 1948 durch Hans Breider an der Bayerischen Landesanstalt für Weinbau und Gartenbau in Veitshöchheim aus Müller-Thurgau × Siegerrebe gekreuzt und 1972 klassifiziert. Die Sorte Ortega hat Breider dem Philosophen José Ortega y Gasset gewidmet. Der Eintrag in die Sortenliste erfolgte im Jahr 1981, nachdem im Jahr 1971 der Sortenschutz erteilt worden war.
Der Wein zeichnet sich durch sein feines Bukett und seine harmonische Fülle aus. Er gilt als lagerfähig und baut seine Vorzüge durch eine Flaschenreife noch aus. Allerdings gibt es keine wirklich „großen“ Weine die aus Ortegatrauben hergestellt sind. Die Aromatik ist nicht so komplex wie die der Weißen Burgunder- oder Grauen Burgunder-Traube. Auch deshalb werden Ortegatrauben auch als Tafeltrauben gehandelt. Die Frucht ist relativ säurearm und erreicht eine frühe Reife.
Siehe auch die Artikel Weinbau in Deutschland und Weinbau im Vereinigten Königreich sowie die Liste von Rebsorten.
- Synonyme: Zuchtnummer WÜ B 48-21-4 oder Würzburg B 48-21-4
- Abstammung: Müller-Thurgau x Siegerrebe

## Verbreitung
In Deutschland waren im Jahr 2016 475 Hektar (= 0,5 % der deutschen Rebfläche) mit der Rebsorte Ortega bestockt, davon 454 Hektar in Rheinland-Pfalz. Dabei ist die Fläche schon seit einigen Jahren rückläufig. Im Jahr 2006 waren noch 686 Hektar Anbaufläche bestockt, nachdem im Jahr 1999 immerhin 1054 Hektar erhoben wurden. Im Jahr 1994 lag die Rebfläche sogar bei 1.250 Hektar. Kleinere Bestände sind auch in England bekannt.
Die Rebflächen in Deutschland verteilen sich wie folgt auf die einzelnen Anbaugebiete:
| Weinbaugebiet           | Rebfläche (Hektar) |
| ----------------------- | ------------------ |
| Ahr                     | 1                  |
| Baden                   | -                  |
| Franken                 | 16                 |
| Hessische Bergstraße    | -                  |
| Mittelrhein             | 0                  |
| Mosel                   | 11                 |
| Nahe                    | 10                 |
| Pfalz                   | 176                |
| Rheingau                | -                  |
| Rheinhessen             | 257                |
| Saale-Unstrut           | 3                  |
| Sachsen                 | -                  |
| Stargarder Land         | 1                  |
| Württemberg             | 1                  |
| Gesamt Deutschland 2016 | 475                |

Quelle

## Ampelographische Sortenmerkmale
In der Ampelographie wird der Habitus folgendermaßen beschrieben:
- Die Triebspitze ist offen. Sie ist stark weißwollig behaart, mit karminrotem Anflug.  Die grünen, rötlich gefleckten Jungblätter sind noch leicht wollig behaart
- Die mittelgroßen fast fünfeckigen Blätter (siehe auch den Artikel Blattform) sind dreilappig und schwach bis mitteltief gebuchtet. Die Stielbucht ist V-förmig (oder auch lyrenförmig) offen bis geschlossen. Der Blattrand ist spitz gesägt. Im Vergleich zu anderen Rebsorten sind die Zähne mittelweit gesetzt.
- Die pyramidalförmige Traube ist mittelgroß, manchmal geschultert und locker- bis dichtbeerig (je nach Grad der Verrieselung). Die leicht ovalen Beeren sind mittelgroß und von goldgelber Farbe. Der Saft der Beeren ist im Geschmack nahezu neutral.

Ortega treibt mittelfrüh aus und entgeht damit nicht immer späten Frühjahrsfrösten. Die Winterfrostfestigkeit ist gut. Die mäßig wüchsige Sorte erbringt sehr gute Erträge. Sie neigt jedoch stark zum Verrieseln. Generell gilt jedoch: wenn die Rebe nicht ausreichend zurückgeschnitten wird (→ Reberziehung), besteht die Gefahr zu hoher Erträge mit der damit einhergehenden Reduzierung der Qualität. Im Falle einer Infektion mit der durch Fadenwürmer übertragenen Reisigkrankheit ist der Ernteausfall stärker als im Mittel verglichen mit anderen Rebsorten.
Sie erreicht häufig hohe Mostgewichte. Im Durchschnitt liegt das Mostgewicht ca. 20 Grad Oechsle über dem des Müller-Thurgau.
Die Rebsorte reift nahezu zeitgleich dem Gutedel und ist damit für eine weiße Rebsorte sehr frühreifend.